# Neunkirchner Tor
Das Neunkirchner Tor stand in der südlichen Stadtmauer der ehemaligen Stadtbefestigung Wiener Neustadt in der Neunkirchner Straße bei Nr. 36 und 38 in der Statutarstadt Wiener Neustadt in Niederösterreich. Die Lage befand sich zwischen dem Stubenberger Turm und dem XS-Turm bzw. der späteren Burg in Wiener Neustadt.

## Geschichte
Mit dem Abbruch wurde 1865 begonnen.
Bei der Errichtung zum neuen EVN-Gebäude von 1995 bis 1997 im Bereich der ehemaligen Barbakane wurden bei der Erschließung des Objektes mit einer Neuverlegung von Einbauten der Gas- und Fernwärme sowie Wasser neue Befunde über die ehemalige Straße und das Neunkirchner Tor gemacht. Die Straßenkonstruktion bestand aus ausgesuchten Flusssteinen, die in einer Packlage in einer Dicke von ca. 25 cm in Sand verlegt waren. Die Fundamente des Mauergeviertes als Bruchsteinmauerwerk mit einer Dicke von 4 Fuß (ca. 120 cm) des äußeren südlichen Turmes wurden ergraben.

## Architektur
Es gab einen vorderen südlichen äußeren Turm vor der Stadtmauer und hinter der Stadtmauer einen Hof gebildet durch zwei Verbindungsmauern und den inneren nördlichen Turm der Toranlage. Ergrabene Reste von glattem Verputz an der nördlichen Fundamentwand des äußeren Turmes legen nahe, dass der mittige Innenhof unterkellert war.